# 親衛隊一等兵
親衛隊一等兵（しんえいたいいっとうへい）とはドイツ語の Oberschütze、およびSS-Obermannの訳語の一つである。親衛隊突撃兵と訳される場合もある。武装SSはSS-Oberschütze、一般（アルゲマイネ）SSはSS-Obermannの階級をもちいる。
親衛隊二等兵の上、親衛隊上等兵の下に位置する。

襟章（1934–1945）
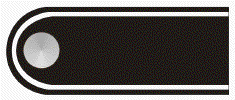
通常勤務服用肩章（1938‐1945）